# Défense fondée sur les troubles mentaux en droit américain
Pour un article plus général, voir Défense fondée sur les troubles mentaux.
 (avril 2024).
Si vous disposez d'ouvrages ou d'articles de référence ou si vous connaissez des sites web de qualité traitant du thème abordé ici, merci de compléter l'article en donnant les références utiles à sa vérifiabilité et en les liant à la section « Notes et références ».
En droit américain, la défense fondée sur les troubles mentaux, également connue sous le nom de défense de l'irresponsabilité pénale pour cause de folie, est une stratégie de défense affirmative dans une affaire criminelle, qui repose sur l'argument selon lequel un défendeur n'est pas criminellement responsable d'un acte qu'il a commis en raison d'un trouble mental l'affligeant au moment de commettre l'acte.

## Définition juridiques de la folie
Les définitions juridiques de la folie ou du trouble mental sont variées, et comprennent la règle de M'Naghten, la règle de Durham, le rapport de la commission royale britannique sur la peine capitale de 1953, la règle ALI (Modèle de code pénal de l'Institut juridique américain) et d'autres dispositions, souvent liées à une absence de mens rea (« esprit coupable »).
L'incapacité à distinguer le bien du mal est l'un des fondements pour être reconnu légalement fou comme défense criminelle. Cela trouve son origine dans la règle de M'Naghten et a été réinterprété et modernisé à travers des affaires plus récentes, telles que People v. Serravo.

## Jurisprudence
Dans l'affaire Ford v. Wainwright, la Cour suprême des États-Unis a confirmé la règle de common law selon laquelle les fous ne peuvent pas être exécutés. Elle a en outre déclaré qu'une personne condamnée à mort avait droit à une évaluation de sa compétence et à une audience probatoire en cour sur la question de sa compétence à être exécutée. 
En 2006, la Cour suprême des États-Unis a rendu une décision dans l'affaire Clark v. Arizona, confirmant les restrictions de l'Arizona sur la défense de la folie. 
L'affaire Kahler v. Kansas (2020) est une affaire dans laquelle les juges de la Cour suprême des États-Unis ont jugé que les huitième et quatorzième amendements de la Constitution des États-Unis n'exigent pas que les États adoptent la défense de la folie dans les affaires criminelles basées sur la capacité du prévenu à distinguer le bien du mal.

## Moyens pour faire valoir la défense
La défense repose sur des évaluations faites par des professionnels médico-légal, selon l'État fédéré. Ces professionnels utilisent souvent des tests (d'intelligence, d'aptitude, de personnalité ou projectifs). Le témoignage de ces professionnels guide le jury, mais ils ne sont pas autorisés à témoigner sur la responsabilité pénale de l'accusé, puisque c'est au jury qu'appartient cette décision. De même, les praticiens de la santé mentale sont empêchés de porter un jugement sur la « question ultime » (si le prévenu est fou).
De plus, certains États fédérés exigent que l'évaluation aborde la capacité du prévenu à contrôler son comportement au moment de l'infraction (le volet volitionnel). Un prévenu invoquant cette défense plaide « non coupable pour cause de folie » (NGRI) ou « coupable mais fou ou mentalement malade » dans certains États fédérés, ce qui, s'il réussit, peut entraîner l'internement du prévenu dans un établissement psychiatrique pour une période indéterminée.
Aux États-Unis, un procès dans lequel la défense de la folie est invoquée implique généralement le témoignage de psychiatres ou de psychologues qui, en tant qu'experts, présenteront des opinions sur l'état d'esprit du prévenu au moment de l'infraction.

## Verdict de «coupable, mais malade mental»
Par conséquent, une personne dont le trouble mental n'est pas contesté est considérée comme saine d'esprit si le tribunal décide que malgré une "maladie mentale", le prévenu était responsable des actes commis et sera traité devant le tribunal comme un prévenu normal. Si la personne souffre d'une maladie mentale et qu'il est établi que cette maladie mentale a interféré avec sa capacité à distinguer le bien du mal (et d'autres critères associés qu'unÉtat fédéré peut avoir) et si la personne est prête à plaider coupable ou est reconnue coupable devant un tribunal, certains États fédérés proposent une option alternative appelée verdict de "coupable mais mentalement malade" (GBMI) ou "coupable mais fou". Le verdict de GBMI est disponible comme une alternative, plutôt que à la place de, un verdict de "non coupable pour cause de folie". Le Michigan (1975) a été le premier État à créer un verdict de GBMI, après que deux prisonniers libérés après avoir été reconnus NGRI ont commis des crimes violents dans l'année suivant leur libération, l'un violant deux femmes et l'autre tuant sa femme

## Facteurs atténuants et capacité diminuée
La Cour suprême des États-Unis (dans l'affaire Penry v. Lynaugh) et la Cour d'appel des États-Unis pour le cinquième circuit (dans l'affaire Bigby v. Dretke) ont été claires dans leurs décisions que les instructions données aux jurys dans les affaires de peine de mort qui ne demandent pas des facteurs atténuants concernant la santé mentale du prévenu violent les droits du huitième amendement du prévenu, en disant que le jury doit être instruit de prendre en compte les facteurs atténuants lorsqu'il répond à des questions non liées. Cette décision suggère que des explications spécifiques au jury sont nécessaires pour peser les facteurs atténuants. La responsabilité atténuée ou la capacité diminuée peut être utilisée comme un facteur atténuant ou une défense partielle aux crimes. Aux États-Unis, la capacité diminuée est applicable à plus de circonstances que la défense de la folie. La loi sur les homicides de 1957 est la base légale de la défense de la responsabilité atténuée en Angleterre et au pays de Galles, tandis qu'en Écosse, il s'agit d'un produit de la jurisprudence. Le nombre de constatations de responsabilité atténuée a été compensé par une baisse des constatations d'incapacité à plaider et de folie. Un plaidoyer de capacité diminuée est différent d'un plaidoyer de folie en ce que "raison de la folie" est une défense complète tandis que "capacité diminuée" est simplement un plaidoyer pour un crime moindre.

## Incompétence et maladie mentale
Une distinction importante à faire est la différence entre compétence et responsabilité pénale. La question de la compétence est de savoir si un prévenu est en mesure d'aider adéquatement son avocat à préparer sa défense, de prendre des décisions éclairées sur la stratégie du procès et s'il doit plaider coupable, accepter un accord de plaider coupable ou plaider non coupable. Cette question est traitée dans le droit britannique sous le nom de « capacité à plaider ».

## Non compos mentis (latin)
"Non compos mentis" est un terme juridique latin signifiant "non sain d'esprit". Il provient du latin "non" signifiant "non", "compos" signifiant "contrôle" ou "commandement", et "mentis" (génitif singulier de "mens"), signifiant "de l'esprit". C'est l'opposé direct de "Compos mentis" (sain d'esprit).[réf. nécessaire]
Bien qu'il soit généralement utilisé en droit, ce terme peut également être employé métaphoriquement ou figurativement, par exemple lorsqu'une personne est dans un état de confusion, intoxiquée ou n'est pas saine d'esprit. Le terme peut être appliqué lorsqu'il est nécessaire qu'un médecin détermine la compétence d'une personne pour obtenir un consentement éclairé pour des traitements et, si nécessaire, désigner un mandataire pour prendre des décisions en matière de santé. Bien que la sphère appropriée pour cette détermination soit le tribunal, celle-ci est généralement réalisée par des médecins en milieu clinique.[réf. nécessaire]

## Retrait ou refus de la défense
Plusieurs arrêts ont jugé que les personnes déclarées non coupables pour cause de folie ne peuvent pas retirer la défense dans une requête de habeas corpus pour poursuivre une autre, bien qu'il y ait eu des exceptions dans d'autres décisions. Dans l'affaire Colorado v. Connelly, (Cour d'appel du Connecticut 1997), le requérant qui avait initialement été déclaré non coupable pour cause de folie et assigné à la garde du comité de révision de la sécurité psychiatrique pendant dix ans, a déposé un habeas corpus pro se et le tribunal a annulé son acquittement pour cause de folie. Il a obtenu un nouveau procès et a été reconnu coupable des accusations initiales, recevant une peine d'emprisonnement de 40 ans. Dans l'affaire emblématique de Frendak c. États-Unis en 1979, le tribunal a statué que la défense de la folie ne peut pas être imposée à un défendeur réticent si un défendeur intelligent souhaite volontairement renoncer à la défense.

## Recours à ce moyen de défense
Bien qu'on pourrait avoir l'impression que la défense est largement utilisée, ce n'est pas le cas. Selon une étude menée dans huit États, la défense de la folie est utilisée dans moins de 1% de tous les cas portés devant les tribunaux et, lorsqu'elle est utilisée, elle n'a qu'un taux de réussite de 26%. Parmi les cas qui ont été couronnés de succès, 90% des accusés avaient été précédemment diagnostiqués avec une maladie mentale.[réf. nécessaire]